# Aaron Tveit
Aaron Kyle Tveit (ur. 21 października 1983 w Middletown) – amerykański aktor filmowy i teatralny. Znany jest z ról teatralnych Gabe'a w Next to Normal, Franka Abagnale Jr. w scenicznej wersji Catch Me If You Can oraz roli Christiana w Moulin Rouge! na Broadwayu, za którą otrzymał nominację do nagrody Tony w 2020 roku dla najlepszego aktora w musicalu i nominację do nagrody Grammy w 2020 roku za najlepszy album muzyczny w teatrze, a także z roli Enjolrasa w filmowej adaptacji Nędzników z 2012 roku.Tveit jest również znany ze swojej pracy w telewizji, w tym jako Tripp van der Bilt w serialu Plotkara, Mike Warren w serialu Graceland, Danny Zuko w Grease: Live i Gareth Ritter w serialu BrainDead.

## Wczesne życie i edukacja
Tveit urodził się w Middletown w stanie Nowy Jork jako syn Posie i Stanleya Tveitów. Jego przodkowie to osoby pochodzenia niemieckiego, norweskiego, szwedzkiego, duńskiego, angielskiego, irlandzkiego i polskiego. Jego brat Jon jest o pięć lat młodszy i jest księdzem katolickim w archidiecezji nowojorskiej. Jego nazwisko jest norweskie.
W 2001 ukończył Middletown High School, gdzie zajmował się chórem i sportem, grając w golfa, piłkę nożną i koszykówkę; występował także we wszystkich czterech produkcjach teatralnych swojej szkoły, w tym w roli Tony'ego w ich produkcji West Side Story. Jako dziecko grał na skrzypcach i waltorni. Zrezygnował ze stypendiów w szkole biznesu dla kierunku wokalnego w Ithaca College, zanim przeniósł się na kierunek teatru muzycznego po pierwszym roku, ponieważ tęsknił za aktorstwem i teatrem.
Po dwóch latach dołączył do obsady musicalu Rent, a w 2006 obsadzony został w roli Larsa Larkina w przedstawieniu Hairspray – był to jego debiut na Broadwayu. Uznanie przyniosła mu w 2008 rola Gabe'a w off-broadwayowskiej sztuce Next to Normal, za którą był nominowany do nagrody Lucille Lortel Award. W 2011 wcielił się w postać Franka Abagnale w musicalu Catch Me If You Can.

## Wybrana filmografia
Filmy
| Rok  | Tytuł                     | Rola               | Notatki                                |
| ---- | ------------------------- | ------------------ | -------------------------------------- |
| 2008 | Ghost Town                | Anesthesiologist   |                                        |
| 2010 | Skowyt (Howl)             | Peter Orlovsky     |                                        |
| 2011 | Girl Walks into a Bar     | Henry              |                                        |
| 2012 | Premium Rush              | Kyle               |                                        |
| 2012 | Nędznicy (Les Misérables) | Enjolras           |                                        |
| 2013 | A Dream of Flying         | The Young Man      | Short film                             |
| 2015 | Big Sky                   | Pru                |                                        |
| 2016 | Undrafted                 | John "Maz" Mazello |                                        |
| 2016 | Better Off Single         | Charlie            | Poprzednio nazwane Stereotypically You |
| 2016 | Grease Live!              | Danny Zuko         | Film telewizyjny                       |
| 2017 | Created Equal             | Tommy Reilly       |                                        |
| 2018 | Out of Blue               | Tony Silvero       |                                        |
| 2020 | One Royal Holiday         | James              | Film telewizyjny                       |

Seriale TV
| Rok       | Tytuł                              | Rola                             | Notatki                            |
| --------- | ---------------------------------- | -------------------------------- | ---------------------------------- |
| 2009–2012 | Plotkara                           | William "Tripp" van der Bilt III | 10 odcinków                        |
| 2010      | Brzydula Betty                     | Zachary Boule                    | Odcinek: "All the World's a Stage" |
| 2010      | Prawo i porządek: sekcja specjalna | Jan Eyck                         | Odcinek: "Beef"                    |
| 2011      | Anatomia prawdy                    | Skip                             | Odcinek: "Point of Origin"         |
| 2011      | Prawo i porządek: sekcja specjalna | Stevie Harris                    | Odcinek: "Personal Fouls"          |
| 2011      | Żona idealna                       | Spencer Zschau                   | Odcinek: "Executive Order 13224"   |
| 2013–2015 | Graceland                          | Mike Warren                      | Obsada główna; 38 odcinków         |
| 2016      | BrainDead                          | Gareth Ritter                    | Obsada główna; 13 odcinków         |
| 2017–2019 | Sprawa Idealna                     | Spencer Zschau                   | 2 odcinki                          |
| 2019      | The Code                           | Matt Dobbins                     | 5 odcinków                         |

Teatr
| Rok          | Tytuł                | Rola                       | Miejsce                                                                        | Notatki                                 |
| ------------ | -------------------- | -------------------------- | ------------------------------------------------------------------------------ | --------------------------------------- |
| 2003         | Footloose            | Garvin                     | Merry-Go-Round Playhouse: 2003                                                 | Produkcja regionalna                    |
| 2004         | Rent                 | Steve, u/s Roger, u/s Mark | Trasa krajowa w USA: styczeń – grudzień 2004                                   | Wymiana trasy krajowej                  |
| 2005–2008    | Hairspray            | Link Larkin                | Trasa krajowa w USA: sierpień 2005 – lipiec 2006                               | Wymiana pierwszej trasy krajowej        |
| 2005–2008    | Hairspray            | Link Larkin                | Neil Simon Theatre: 18 lipca 2006 – 18 stycznia 2007; 1 kwietnia – 4 maja 2008 | Wymiana obsady na Broadwayu             |
| 2007         | Calvin Berger        | Matt                       | Barrington Stage Company: 3–14 lipca 2007                                      | Oryginalna produkcja regionalna         |
| 2007         | The Three Musketeers | D'Artagnan                 | North Shore Music Theatre: 21 sierpinia – 9 września 2007                      | Produkcja regionalna                    |
| 2008–2010    | Next to Normal       | Gabe Goodman               | Second Stage Theatre: 16 stycznia – 16 marca 2008                              | Oryginalna produkcja off-broadwayowska  |
| 2008–2010    | Next to Normal       | Gabe Goodman               | Arena Stage: 21 listopada 2008 – 18 stycznia 2009                              | Oryginalna produkcja w Waszyngtonie, DC |
| 2008–2010    | Next to Normal       | Gabe Goodman               | Booth Theatre: 27 marca 2009 – 3 stycznia 2010                                 | Oryginalna produkcja broadwayowska      |
| 2008         | Saved!               | Dean                       | Playwrights Horizons: 10 maja – 22 czerwca 2008                                | Oryginalna produkcja off-broadwayowska  |
| 2008–2009    | Wicked               | Fiyero                     | Gershwin Theatre: 24 czerwca – 9 listopada 2008; 20 stycznia – 9 marca 2009    | Wymiana obsady na Broadwayu             |
| 2009–2011    | Catch Me If You Can  | Frank Abagnale Jr.         | 5th Avenue Theatre: 28 lipca – 16 sierpnia 2009                                | Oryginalna produkcja w Seattle          |
| 2009–2011    | Catch Me If You Can  | Frank Abagnale Jr.         | Neil Simon Theatre: 11 marca – 4 września 2011                                 | Oryginalna produkcja broadwayowska      |
| 2010         | Rent                 | Roger                      | Hollywood Bowl: 6–8 sierpnia 2010                                              | Limitowany pokaz                        |
| 2014–2015    | Assassins            | John Wilkes Booth          | Menier Chocolate Factory: 21listopada 2014 – 8 lutego 2015                     | Revival na Off-West End                 |
| 2017         | Company              | Robert                     | Barrington Stage Company: 10 sierpnia – 10 września 2017                       | Revival regionalny                      |
| 2019–obecnie | Moulin Rouge!        | Christian                  | Emerson Colonial Theatre: 10 lipca – 19 sierpnia 2018                          | Oryginalna produkcja w Bostonie         |
| 2019–obecnie | Moulin Rouge!        | Christian                  | Al Hirschfeld Theatre: 28 czerwca 2019 –                                       | Oryginalna produkcja broadwayowska      |